# Алеге
А̀леге (на италиански: Alleghe; на ладински: Alie, Алие) е село и община в Северна Италия, провинция Белуно, регион Венето. Разположено е на 979 m надморска височина. Населението на общината е 1237 души (към 2014 г.).